# Tielen
Tielen (dänisch: Tiele) ist eine Gemeinde im Kreis Schleswig-Flensburg in Schleswig-Holstein.

## Geographie

### Lage
Tielen liegt nördlich der Eider am Geest-Rand zwischen Kögen und Mooren. Es ist das südlichste Dorf im Landkreis sowie der Kulturlandschaft Stapelholm.

### Ortsteile
Tielerfeld, Pahlhorn und Grothkamp sind weitere Ortsteile im Gemeindegebiet.

## Geschichte
Im Jahre 1323 wurde die Tielenburg, die östlich von Tielen an der Mündung der Tielenau gelegen hatte, erstmals als herzogliches Castrum Tylenborgh erwähnt. Bis 1500 war die Burg Verwaltungssitz der Vogtei Tielen in der in  königlich-dänischem Besitz befindlichen Landschaft Stapelholm. Wegen der Zerstörung der Burg durch die Dithmarscher nach der Schlacht bei Hemmingstedt im Jahre 1500 und auch infolge von Überschwemmungen wurde das heutige Dorf Tielen 1533 am Geestrand neu aufgebaut.
Ab Ende des 17. Jahrhunderts bis 1920 gab es Schiffseigner in Tielen, die in ganz Europa Handel trieben. Aufgrund des neu gebauten Nord-Ostsee-Kanals, der die Warenströme umleitete, und der steigenden Schiffstonnage mussten sie diesen Erwerbszweig jedoch aufgeben.

## Politik

### Gemeindevertretung
Bei der Kommunalwahl am 14. Mai 2023 wurden insgesamt fünf Sitze vergeben. Diese fielen erneut alle an die Kommunal Wählergruppe Tielen. Die Wahlbeteiligung betrug 69,9 %.

### Wappen
Blasonierung: „In Grün über zwei silbernen Wellenfäden ein goldenes Frachtschiff mit dreieckigem Vorsegel und viereckigem Großsegel am bewimpelten Mast.“

## Wirtschaft
Die Gemeinde ist überwiegend landwirtschaftlich geprägt.